# 关帝庙 (帝力)
8°33′19″S 125°34′50″E / 8.555267°S 125.580566°E

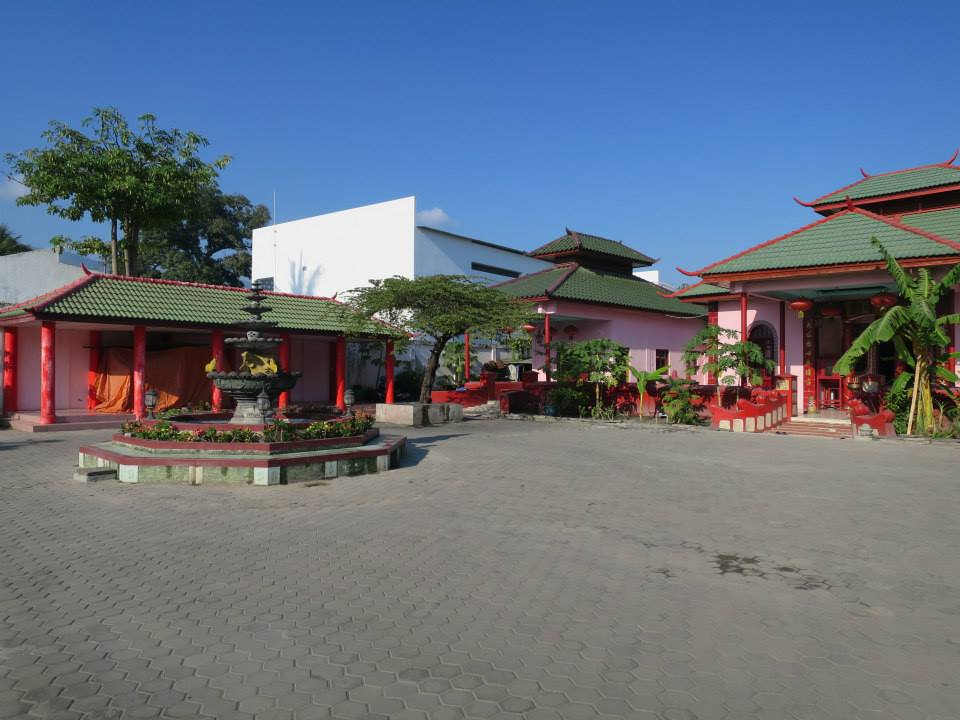
帝力的关帝庙

关帝庙是位于东帝汶首都帝力临近政府区与帝力教区的一座祭祀中国三国时代将领关羽的祠庙。

## 历史
1936年，来自澳门的中国移民修建了关帝庙。在20世纪日占时期和70、90年代动乱时期均未遭到破坏。

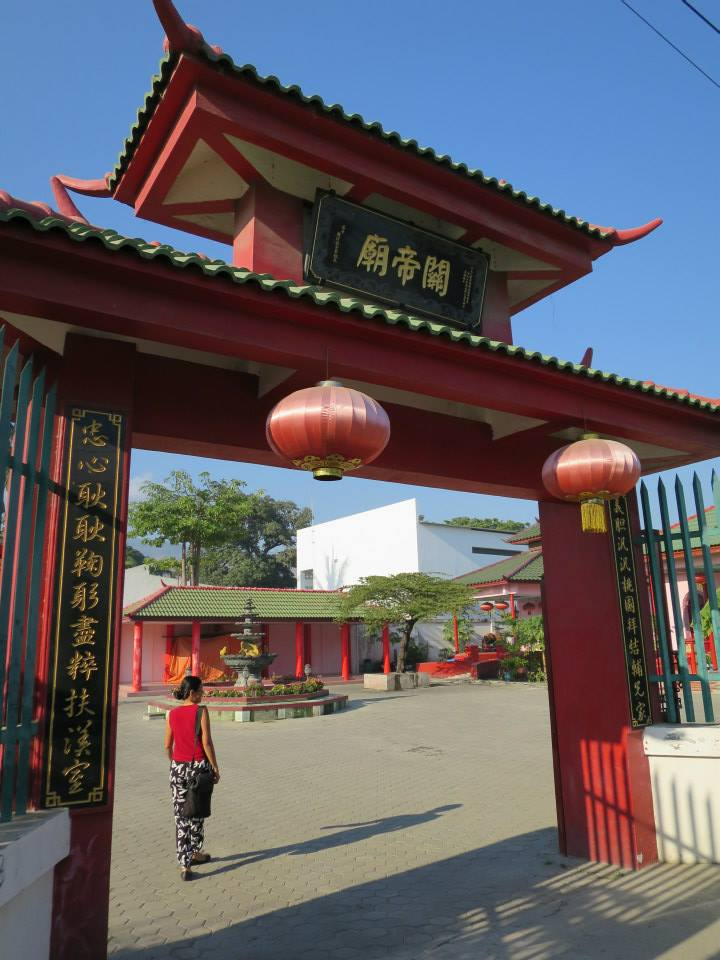
庙门
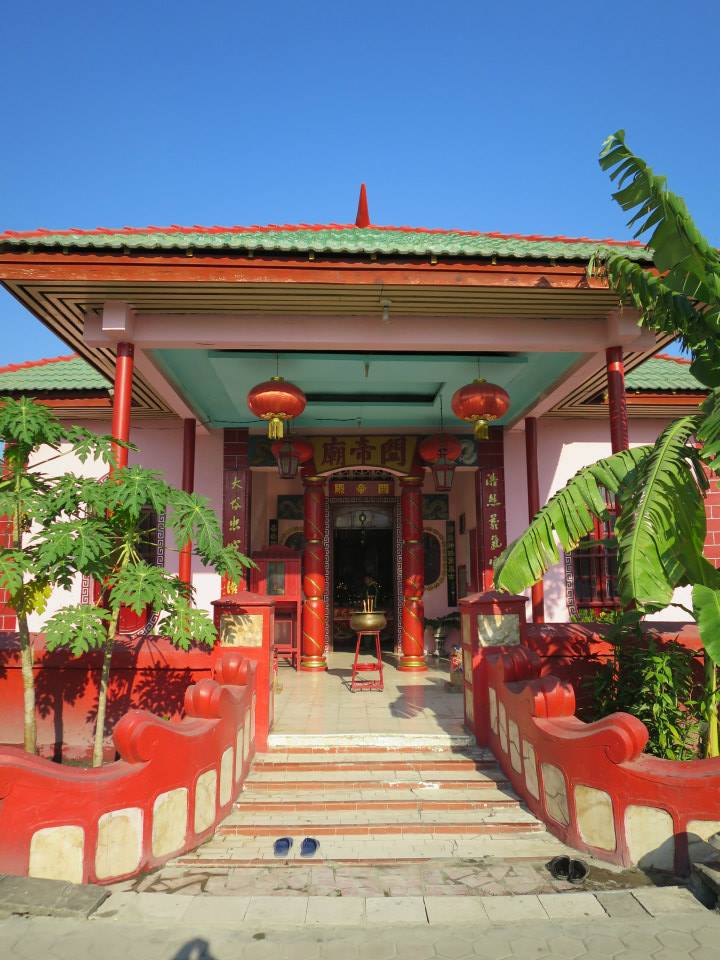
正门
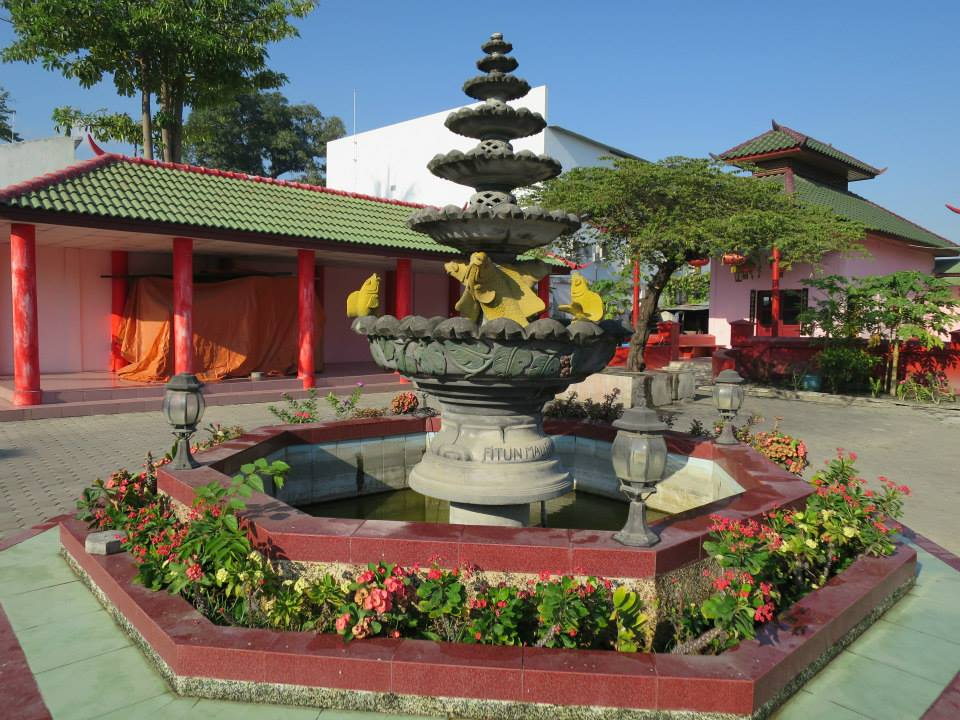
水池
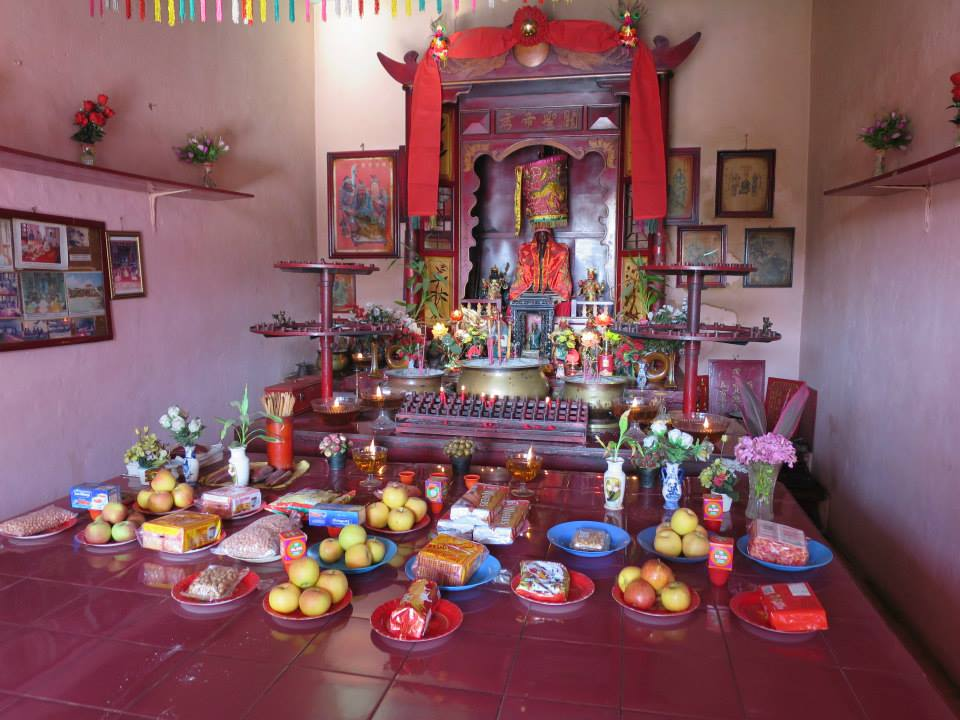
关帝像
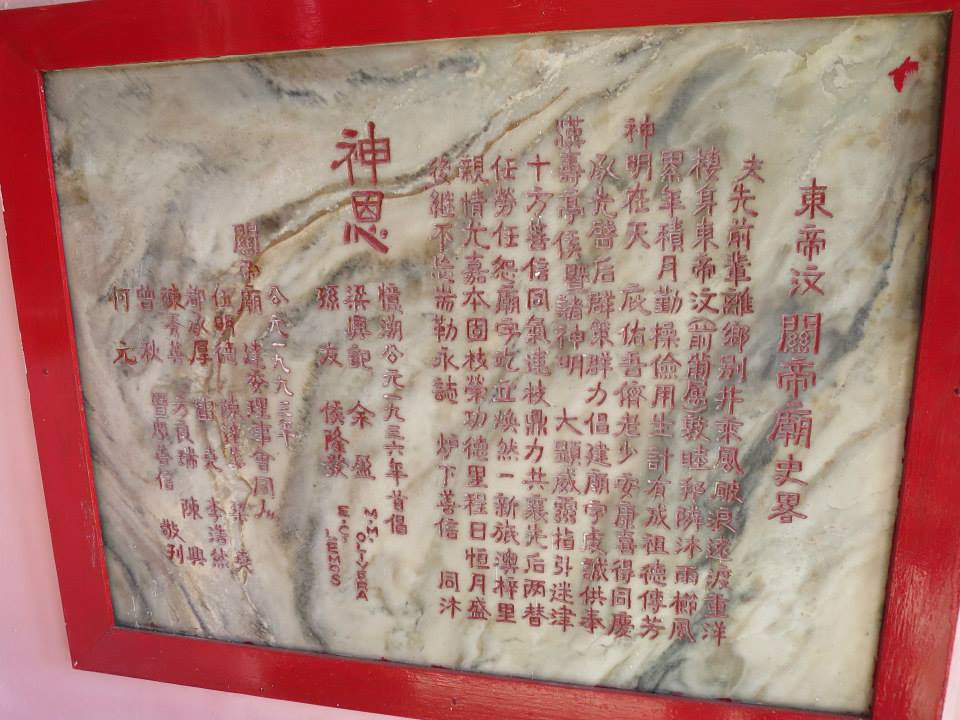
以半文言记载着关帝庙缘起的石牌
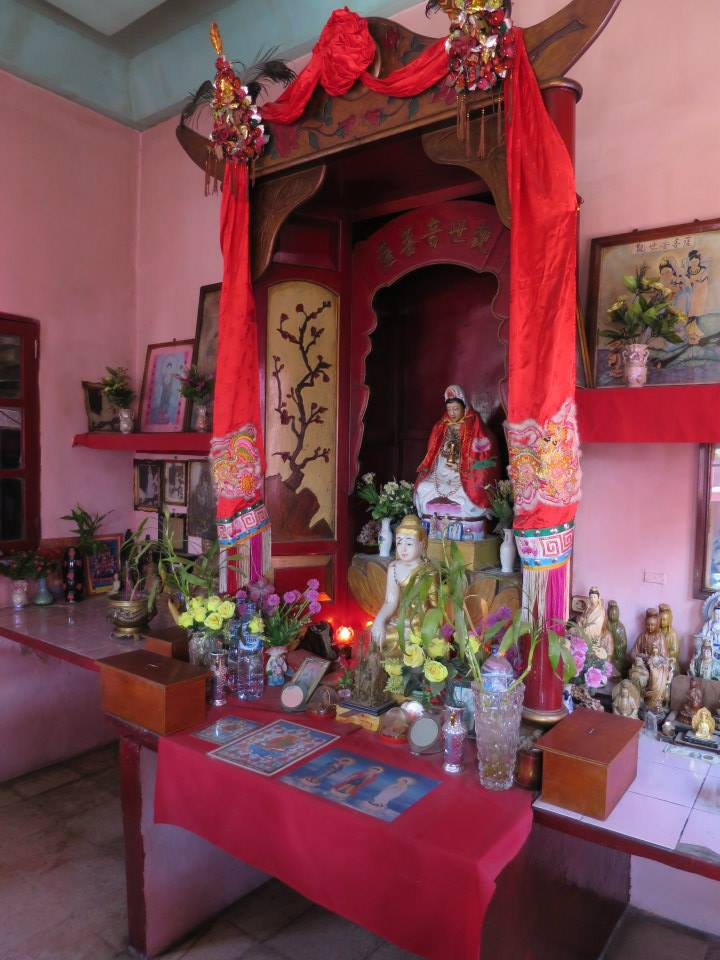
观音